# Ацо Ђукановић
Александар „Ацо” Ђукановић (Никшић, 1965) црногорски је предузетник. Сматра се једним од најбогатијих и најмоћнијих људи у Црној Гори. Сво богатство и утицај стекао је током владавине његовог старијег брата Мила Ђукановића. Већински је власник Прве банке Црне Горе.